# Rocky Mountain Way
«Rocky Mountain Way» es una canción de Joe Walsh y su banda Barnstorm.  Este tema se encuentra en su segundo álbum de estudio The Smoker You Drink, the Player You Get, el cual fue publicado en 1973. Se lanzó como sencillo por la discográfica ABC Records en el mismo año.  Fue escrita por Joe Walsh, Joe Vitale, Kenny Passarelli y Rocke Grace.
Este sencillo consiguió colocarse en las listas del Billboard estadounidense, llegando a la posición 23.º a finales de 1973, convirtiéndose en el primer sencillo de Walsh con Barnstorm que lograra entrar en los listados de popularidad en ese país.
En Canadá, «Rocky Mountain Way» también logró entrar en las listas de popularidad nacionales, ya que se posicionó en el 32.º lugar de la lista de los 100 sencillos más exitosos de la Revista RPM el 1 de diciembre de 1973.

## Apariciones en otros álbumes
«Rocky Mountain Way» aparece en varios álbumes en directo y compilados de Joe Walsh, así como en otros discos recopilatorios de varios artistas:

### Joe Walsh
- You Can't Argue with a Sick Mind — 1976
- So Far So Good — 1976
- Plus Four — 1977
- The Best of Joe Walsh — 1978
- Rocky Mountain Way — 1985
- The Smoker You Drink, The Player You Get/You Can't Argue With A Sick Mind — 1986
- Look What I Did!: The Joe Walsh Anthology — 1995
- Best of Joe Walsh & The James Gang: 1969-1974 — 1997
- Joe Walsh's Greatest Hits: Little Did He Know... — 1997
- 20th Century Masters - The Millennium Collection: The Best of Joe Walsh — 1999

### Varios artistas
- Guitar Rock (Time-Life) — 1990
- Reelin' in the Years, Vol. 3 — 1991
- Sounds of the Seventies: Guitar Power — 1992
- Drift Away, Vol. 1 — 1993
- Mahner Rock - 1994
- KCBS: All Rock Oldies, Vol. 1 — 1994
- Stardust: Metal, Vol. 2 — 1994
- Born to Be Wild, Vol. 2 — 1994
- Classic Rock, Vol. 1 (Universal Special Products) — 1995
- Open Top Cars & Girls in T-Shirts, Vol. 3 — 1995
- The No. 1 70's Rock Album — 1995
- The Number One '70s Rock Album — 1995
- The 70's Come Alive Again — 1995
- Rockin' 70's Vol. 1 — 1996
- Live — 1996
- Rock On: 1973 — 1996
- Rockin' Guitars — 1997
- Power Chords Vol. 2 — 1997
- Rock On: 1970-1974 — 1997
- 70's Biggest Hits — 1997
- Rock for the Ages — 1997
- The Sounds of a Generation — 1998
- 70's Hits Back — 1998
- Champions of Rock-n-Roll, Vol. 2: Stud Rock - Rock Me — 1998
- Highway Rock: Rock This Town — 1998
- Chronicles: 70's Rock Classics — 1998
- Guitar Rock: Power Classics — 1998
- Rock On: From 1970 to 1979 — 1998
- Pure 70's — 1999
- Superhits of Rock: 1965 - 1979 — 1999
- Rock Festival — 1999
- American Classics — 2000
- Amplified — 2000
- Ultimate Rock Classics, Vol. 2  — 2000
- Goin' South — 2001
- Driving Rock (Global TV Single Disc) — 2001
- Double Shot of Blues — 2001
- Air Guitar — 2002
- Rock Monsters — 2002
- Rock Classics: The Heavyweights — 2002
- Trailer Tracks: 18 Classic Southern Rock Anthems! — 2003
- World's Greatest Air Guitar Album — 2003
- It's Only Rock 'N' Roll — 2003
- 20th Century Masters - The Millennium Collection: 70's Rock — 2003
- While My Guitar Gently Weeps, Vol. 2 — 2003
- Singers and Songwriters: Storytellers — 2004
- Rock (Spectrum) — 2004
- Rock (Universal France) — 2004
- The Best Air Guitar Album in the World... Ever! — 2004
- On the Road — 2004
- Legends: My Generation — 2004
- Classic Rock Gold — 2005
- The Strat Pack: Live In Concert — 2005
- Classic Rock Anthems — 2005
- Headbanger's Bible: 45 of the Biggest Headbangers — 2005
- A Tribute To Nicolette Larson: Lotta Love Concert  — 2006
- Highway South: Overdrive — 2006
- Greatest Ever! Rock: The Definitive Collection — 2006
- True Rock — 2006
- 70s Rock — 2006
- The Seventies: Hard Rockin 70's, Vol. 1 — 2007
- American Classics — 2007
- Classic School of Rock — 2007
- Legends Informercial Set — 2007
- Guitar Heroes: Eric Clapton And Friends/Gary Moore And Friends/The Stratpack — 2007
- Music for Rocking — 2007
- The Ultimate Rock Ballads Collection: Love Hurts — 2007
- While My Guitar Gently Weeps: The Very Best Of — 2008
- The Ultimate Collection 100 Hits: Seventies — 2008
- Ultimate Collection 100 Hits: Rock — 2008
- 100 Hits: Drive Time — 2008
- Top of the Pop Hits, Vol. 1: The 70's — 2008
- Classic Rock BBQ — 2008
- Guitar Monster — 2009
- Classic Rock: Playlist Your Way — 2009
- Rock Anthems — 2010
- Greatest Ever! Rock Anthems — 2011
- The Boys Are Back in Town 2012 — 2012

## Lista de canciones

### Lado A
| Side one |                      |                                                         |          |  |
| N.º      | Título               | Escritor(es)                                            | Duración |  |
| 1.       | «Rocky Mountain Way» | Joe Walsh / Joe Vitale / Kenny Passarelli / Rocke Grace | 3:39     |  |

### Lado B
| Side one |                      |              |          |  |
| N.º      | Título               | Escritor(es) | Duración |  |
| 2.       | «(Day Dream) Prayer» | Walsh        | 1:55     |  |

## Versión de Triumph
Cuatro años después de su publicación original, la banda canadiense de hard rock Triumph hizo un cóver de «Rocky Mountain Way», el cual fue enlistado en su segundo álbum de estudio Rock & Roll Machine de 1977.  Fue lanzado como sencillo en el mismo año por Attic Records.
Esta versión se posicionó en las listas canadienses, llegando al lugar 64.º el 18 de marzo de 1978 de la lista de los cien canciones más populares de la Revista RPM.

## Lista de canciones

### Lado A
| Side one |                      |                                     |          |  |
| N.º      | Título               | Escritor(es)                        | Duración |  |
| 1.       | «Rocky Mountain Way» | Walsh / Vitale / Passarelli / Grace | 4:04     |  |

### Lado B
| Side one |                       |                                      |          |  |
| N.º      | Título                | Escritor(es)                         | Duración |  |
| 2.       | «Little Texas Shaker» | Rik Emmett / Gil Moore / Mike Levine | 3:24     |  |

## En la cultura popular
- El equipo de béisbol estadounidense Colorado Rockies reproduce la canción en el estadio Coors Field después de una victoria de la escuadra local.
- En la película Juego de espías (título original en inglés: Spy Game) de 2001, se reproduce esta canción.[9]
- Este tema aparece en la película del mismo año llamada La sucia historia de Joe Guarro (nombre original en inglés: Joe Dirt).[10]
- En el capítulo 20 de la temporada 3 de la serie de televisión estadounidense Fringe, llamado «6:02 AM EST», se escucha esta canción.[11]
- Esta melodía viene en la banda sonora del documental de skateboarding Dogtown and Z-Boys de 2001.[12]
- Se encuentra en el soundtrack del videojuego de Xbox NHL Rivals 2004.[13]
- Se enlistó en la banda sonora del juego de vídeo de PlayStation 3 y Xbox 360 Grand Theft Auto IV de 2008.[14]
- Aparece en la banda sonora del videojuego WWE 2K18